# يوسف غولدبرغ
يوسف غولدبرغ (بالعبرية: יוסף גולדברג‏) هو سياسي إسرائيلي، ولد في 8 أبريل 1942 في المطلة في إسرائيل، وتوفي في 8 يونيو 2002 في إسرائيل. حزبياً، نشط في ليكود. وقد انتخب عضو الكنيست ‏ (21 نوفمبر 1988 – 13 يوليو 1992).